# Iosif Rajter
Iosif Lwowicz Rajter (ros. Иосиф Львович Райтер, ur. 1892 w Mohylowie Podolskim, zm. 4 marca 1940) – radziecki działacz partyjny i państwowy, orientalista.

## Życiorys
Pochodził z rodziny żydowskiej. Był samoukiem, od listopada 1912 do 1914 służył w rosyjskiej armii, od 1914 do marca 1918 był jeńcem w niewoli austro-węgierskiej. W 1915 wstąpił do SDPRR, w marcu 1918 został aresztowany w Austro-Węgrzech, w sierpniu 1918 przybył do RFSRR i został sekretarzem rejonowego komitetu RKP(b) w Moskwie, a wkrótce organizatorem odpowiedzialnym rejonowego komitetu RKP(b) w Moskwie. Od kwietnia 1919 redagował gazetę "Wołna", potem do września 1919 był przewodniczącym Komitetu Miejskiego RKP(b) w Kursu, a od września 1919 do 1920 przewodniczącym saratowskiego gubernialnego komitetu RKP(b). W 1920 był sekretarzem kurskiego gubernialnego komitetu RKP(b), 1920-1921 sekretarzem odpowiedzialnym Komitetu Obwodowego Komunistycznej Partii (bolszewików) Turkiestanu w Samarkandzie, od 1921 do stycznia 1922 przewodniczącym Centralnego Związku Spółdzielni Spożywców Turkiestańskiej Socjalistycznej Republiki Radzieckiej, następnie pełnomocnikiem tego związku w Moskwie. W 1922 był instruktorem odpowiedzialnym KC RKP(b), od 1922 zastępcą kierownika Pododdziału Informacyjnego KC RKP(b), potem do 1923 kierownikiem tego wydziału, od czerwca 1923 do grudnia 1925 sekretarzem odpowiedzialnym riazańskiego gubernialnego komitetu RKP(b)/WKP(b), a od kwietnia 1926 do 1927 sekretarzem odpowiedzialnym akmolińskiego gubernialnego komitetu WKP(b). Od sierpnia 1927 do listopada 1928 był pełnomocnikiem Komitetu Wykonawczego Kominternu w Mongolii, od 1928 do września 1938 rektorem Komunistycznego Uniwersytetu Pracujących Wschodu im. Sun Jat-Sena, 1929-1931 redaktorem odpowiedzialnym pisma "Rewolucjonnyj Wostok", od kwietnia 1931 do maja 1934 kierownikiem Sektora Masowej Propagandy Marksizmu-Leninizmu Wydziału Kultury i Propagandy/Wydziału Kultury i Propagandy Marksizmu i Leninizmu WKP(b), jednocześnie od kwietnia 1931 do marca 1934 zastępcą kierownika Wydziału Kultury i Propagandy KC WKP(b).
3 września 1938 został aresztowany, 28 lutego 1940 skazany na śmierć przez Wojskowe Kolegium Sądu Najwyższego ZSRR pod zarzutem szpiegostwa i udziału w organizacji kontrrewolucyjnej, następnie rozstrzelany. 19 września 1956 pośmiertnie zrehabilitowany.